# Allium eremoprasum
Allium eremoprasum är en amaryllisväxtart som beskrevs av Aleksei Ivanovich Vvedensky. Allium eremoprasum ingår i släktet lökar, och familjen amaryllisväxter. Inga underarter finns listade i Catalogue of Life.